# خط طول 18° شرق
خط طول 18° شرق هو أحد خطوط الطول الجغرافية، والتي تمتد من القطب الشمالي الجغرافي إلى القطب الجنوبي الجغرافي، وحسب التحويل الزمني يتقدم خط طول 18° شرق عن خط غرينتش بـ1 ساعات و12 دقيقة.

## من القطب إلى القطب
ينطلق خط طول 18° شرق من القطب الشمالي نحو القطب الجنوبي مرورا بالمناطق التي ترد في الجدول التالي:
| الإحداثيات                         | البلد أو الإقليم أو البحر   | ملاحظات                                                               |
| ---------------------------------- | --------------------------- | --------------------------------------------------------------------- |
| 90°0′N 18°0′E / 90.000°N 18.000°E  | المحيط المتجمد الشمالي      |                                                                       |
| 80°11′N 18°0′E / 80.183°N 18.000°E | النرويج                     | جزر نورداوستلاندت وسبيتسبرغن، سفالبارد                                |
| 77°30′N 18°0′E / 77.500°N 18.000°E | المحيط الأطلسي              | بحر النرويج                                                           |
| 69°31′N 18°0′E / 69.517°N 18.000°E | النرويج                     | جزيرة سينيا و the mainland                                            |
| 68°4′N 18°0′E / 68.067°N 18.000°E  | السويد                      |                                                                       |
| 62°34′N 18°0′E / 62.567°N 18.000°E | بحر البلطيق                 | خليج بوثنيه                                                           |
| 60°36′N 18°0′E / 60.600°N 18.000°E | السويد                      | مرورا عبر ستوكهولم, just غربي city centre                             |
| 58°56′N 18°0′E / 58.933°N 18.000°E | بحر البلطيق                 | Passing between the جزر Stora Karlsö وغوتلاند, السويد                 |
| 54°50′N 18°0′E / 54.833°N 18.000°E | بولندا                      | مرورا عبر the centre of بيدغوشتش                                      |
| 50°1′N 18°0′E / 50.017°N 18.000°E  | جمهورية التشيك              |                                                                       |
| 49°2′N 18°0′E / 49.033°N 18.000°E  | سلوفاكيا                    |                                                                       |
| 47°44′N 18°0′E / 47.733°N 18.000°E | المجر                       |                                                                       |
| 45°48′N 18°0′E / 45.800°N 18.000°E | كرواتيا                     |                                                                       |
| 45°8′N 18°0′E / 45.133°N 18.000°E  | البوسنة والهرسك             |                                                                       |
| 42°45′N 18°0′E / 42.750°N 18.000°E | كرواتيا                     | Mainland (لحوالي 6 km) و the جزيرة Koločep. مرورا بغرب دوبروفنيك      |
| 42°40′N 18°0′E / 42.667°N 18.000°E | البحر الأبيض المتوسط        | البحر الأدرياتيكي                                                     |
| 40°38′N 18°0′E / 40.633°N 18.000°E | إيطاليا                     |                                                                       |
| 39°59′N 18°0′E / 39.983°N 18.000°E | البحر الأبيض المتوسط        |                                                                       |
| 30°50′N 18°0′E / 30.833°N 18.000°E | ليبيا                       |                                                                       |
| 22°31′N 18°0′E / 22.517°N 18.000°E | تشاد                        |                                                                       |
| 7°59′N 18°0′E / 7.983°N 18.000°E   | جمهورية إفريقيا الوسطى      |                                                                       |
| 3°34′N 18°0′E / 3.567°N 18.000°E   | جمهورية الكونغو             |                                                                       |
| 1°23′N 18°0′E / 1.383°N 18.000°E   | جمهورية الكونغو الديمقراطية |                                                                       |
| 8°6′S 18°0′E / 8.100°S 18.000°E    | أنغولا                      |                                                                       |
| 17°23′S 18°0′E / 17.383°S 18.000°E | ناميبيا                     |                                                                       |
| 28°49′S 18°0′E / 28.817°S 18.000°E | جنوب إفريقيا                | كيب الشمالية كيب الغربية                                              |
| 31°28′S 18°0′E / 31.467°S 18.000°E | المحيط الأطلسي              |                                                                       |
| 32°44′S 18°0′E / 32.733°S 18.000°E | جنوب إفريقيا                | Western Cape                                                          |
| 33°8′S 18°0′E / 33.133°S 18.000°E  | المحيط الأطلسي              |                                                                       |
| 60°0′S 18°0′E / 60.000°S 18.000°E  | المحيط الجنوبي              |                                                                       |
| 69°43′S 18°0′E / 69.717°S 18.000°E | القارة القطبية الجنوبية     | أرض الملكة مود، المطالب الإقليمية بالقارة القطبية الجنوبية by النرويج |